# Louis Charles du Chaffault de Besné

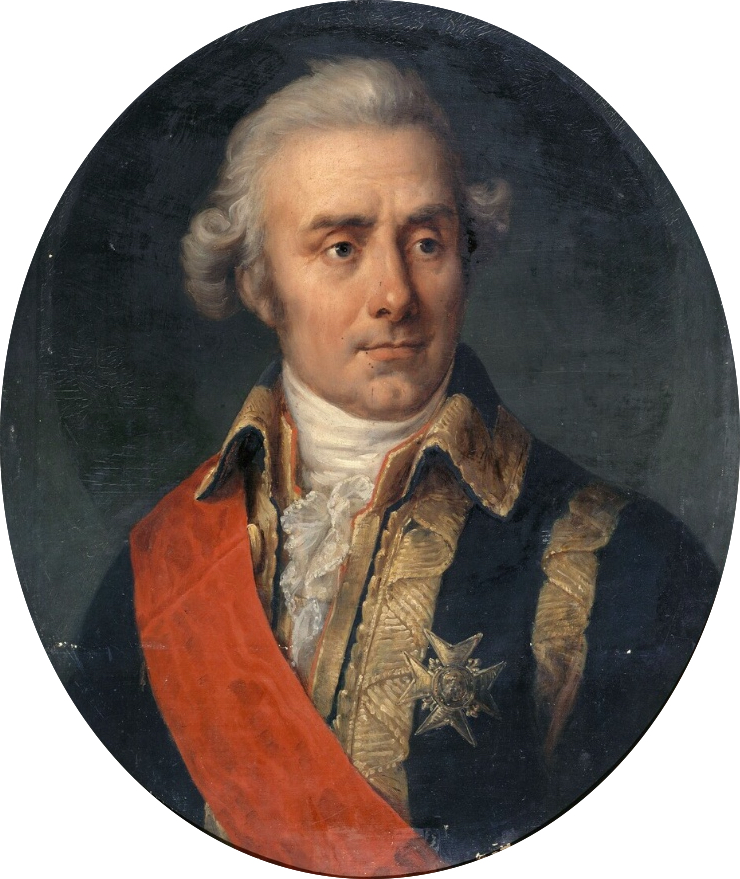
Louis Charles, comte du Chaffault de Besné. Gemälde von Jean-Pierre Franque, 1839, Schloss von Versailles.

Louis Charles, Comte du Chaffault de Besné, Seigneur de Chambretaud, Meslay, la Goyère et autres terres (* 29. Februar 1708 in Nantes, Frankreich; † 27. Juni 1794 im Gefängnis von Lusançay (Manoir de la Hautière), Frankreich) war ein französischer Marineoffizier, zuletzt im Dienstgrad eines Lieutenant-général (Vizeadmiral).
Louis Charles du Chaffault de Besné, der aus einer Adelsfamilie in Nantes stammte, trat als junger Mann in die französische Marine ein und zeichnete sich während des  Österreichischen Erbfolgekriegs vor dem Kap Finisterre aus.
Nach dem Frieden von Aachen 1748 führte er mehrere Missionen in der Karibik durch und versorgte die Siedlungen in Neufrankreich. Er wurde zum Lieutenant-général des armées navales befördert und befehligte in diesem Rang 1778 die Schlacht von Ouessant, was ihm den Spitznamen „Mann von Ouessant“ (französisch homme d’Ouessant) einbrachte. Während der Revolution zog er sich auf sein Schloss Meslay in La Guyonnière in der Vendée zurück und ermutigte ab 1793 den Aufstand gegen den Nationalkonvent. Er wurde verhaftet und starb am 27. Juni 1794 im Gefängnis von Lusançay.

## Herkunft

Wappen der Familie du Chaffault.

Louis Charles de Besné stammte aus einer alten Adelsfamilie, die ursprünglich aus der Bretagne und der Grafschaft Nantes stammte und sich in Bas-Poitou niedergelassen hatte, wo sie die Ländereien La Senardière in der Nähe von Montaigu, La Guignardière in der Nähe von Avrillé und weitere besaß. Einer seiner Vorfahren war Pierre I. du Chaffault († 1487), von 1477 bis 1487 Bischof von Nantes. Er war der zweite von drei Söhnen von Alexis-Augustin, Seigneur de la Senardière et du Plessis-Besné, Comte du Chaffault (1680–1740), später Berater im Parlement der Bretagne, und Marie Boux de Saint-Mars, einer Nachfahrin von François Boux (ca. 1512–1573), einem berühmten Arzt in Nantes im 16. Jahrhundert. Sein älterer Bruder, Julien Gabriel du Chaffault (1707–1771), war wie sein Vater als Berater im Parlement der Bretagne tätig.
Die Chaffaults waren mit den d’Escoubleau de Sourdis und den La Roche-Saint-André eng verbunden, zwei Familien aus dem Poitou, die sich seit fast einem Jahrhundert in der Marine hervorgetan hatten.
Er heiratete am 7. Januar 1732 seine Cousine Pélagie de la Roche Saint-André, die Enkelin des Geschwaderchefs Gilles de La Roche-Saint-André, der gleichzeitig auch Du Chaffaults Großvater war. Das Paar hatte sechs Kinder.

## Karriere
Besné trat am 15. November 1725 als Gardemarin in die königliche französische Marine ein.  1728 nahm er an Bord der L’Astrée unter dem Kommando von Chevalier de Gouyon an der Beschießung von Tunis teil. Am 10. Juni 1733 wurde er zum Enseigne de Vaisseau (Fähnrich) befördert. 1739 war er auf die Fleuron unter dem Kommando von Jean-André Barrailh kommandiert, die als Teil der Flotte du Ponant unter dem Befehl des Marquis d’Antin Schweden und Dänemark besuchte.

### Österreichischer Erbfolgekrieg

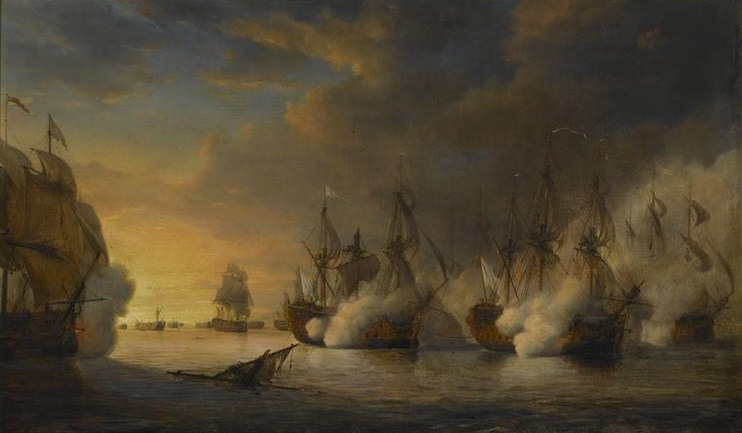
Die Tonnant im Schlepp der Intrépide im Kampf gegen britische Schiffe.
(Zweite Seeschlacht am Kap Finisterre)

Am 1. Januar 1746 zum Lieutenant de Vaisseau (Leutnant zur See) befördert, erhielt Du Chaffault im Februar 1747 in Brest den Befehl, zwei Fregatten mit 36 Kanonen, die Atalante, deren Kommando er selbst übernahm, und die La Syrène, befehligt von Luc Urbain du Bouëxic de Guichen, auszurüsten, um in den Gewässern von Saint-Domingue zu kreuzen. Die beiden Schiffe verließen am 28. März die Reede von Brest. Am 13. April kaperte die L’Atalante westlich von Kap Finisterre die Roi des Indes, einen britischen Dreimaster, der mit Reis, Leder und Holz von den Carolina-Niederlassungen in Nordamerika nach Lissabon aufgebrochen war. Das Schiff wurde als Prise genommen und Du Chaffault beauftragte einen seiner Offiziere damit, sie in einen französischen Hafen zu bringen. Am 18. April kam die Flotte in Sichtweite von Porto Santo auf Madeira. Am 16. Mai erreichten die Schiffe Westindien. Die beiden Fregatten stachen bereits am 22. Mai wieder in See und kaperten einen britischen Freibeuter, die Clinton.
Später im selben Jahr war Du Chaffault de Besné als Flaggleutnant des Marquis de l’Estenduère an Bord dessen Flaggschiffs Tonnant eingesetzt. In der Schlacht von Kap Finisterre am 25. Oktober 1747 kämpfte das Geschwader gegen die fünfzehn Schiffe des britischen Admirals Edward Hawke. Du Chaffault wurde in der Schlacht verwundet. Von 1750 bis 1751 war Chaffault auf der Fregatte La Friponne Aymar Joseph de Roquefeuil et du Bousquet in den Antillen unterstellt. Ziel ihrer Mission war es, in Begleitung einer britischen Fregatte mit 36 Kanonen alle zu dieser Zeit neutralen Inseln in der Umgebung zu besuchen und deren Neutralität zu bestätigen. Am 13. Mai 1754 wurde er im Alter von 48 Jahren zum Capitaine de Vaisseau (Kapitän zur See) ernannt und befehligte nun wieder die L’Atalante.

### Siebenjähriger Krieg
Mit dem Schiff war Du Chaffault zu Beginn des Siebenjährigen Krieges erneut in Westindien eingesetzt. Am Morgen des 11. März 1756 stellte das Geschwader des Grafen d’Aubigny, zu dem die L’Atalante kommandiert war, vor Martinique die britische Warwick mit 60 Kanonen. Trotz der Überlegenheit der Franzosen, gelang es dem Schiff zunächst, sich aus dem Kampf abzusetzen, letztlich verfolgte Du Chaffault den Gegner allerdings und zwang diesen, seine Flagge zu streichen. Das Schiff wurde letztlich erbeutet und Besné erhielt einen lobenden Brief des Königs Ludwig XV., der außerdem ein Gemälde des Kampfes der L’Atalante in Auftrag gab.

„Louis XV écrivit de sa main une lettre des plus flatteuses au capitaine de L’Atalante, et les peintres du roi reçurent l’ordre de représenter ce fait d’armes dans un tableau destiné pour la galerie de Versailles.“

„Ludwig XV. schrieb eigenhändig einen äußerst schmeichelhaften Brief an den Kapitän der L’Atalante und die Maler des Königs erhielten den Auftrag, diese Waffentat in einem für die Galerie von Versailles bestimmten Gemälde darzustellen.“

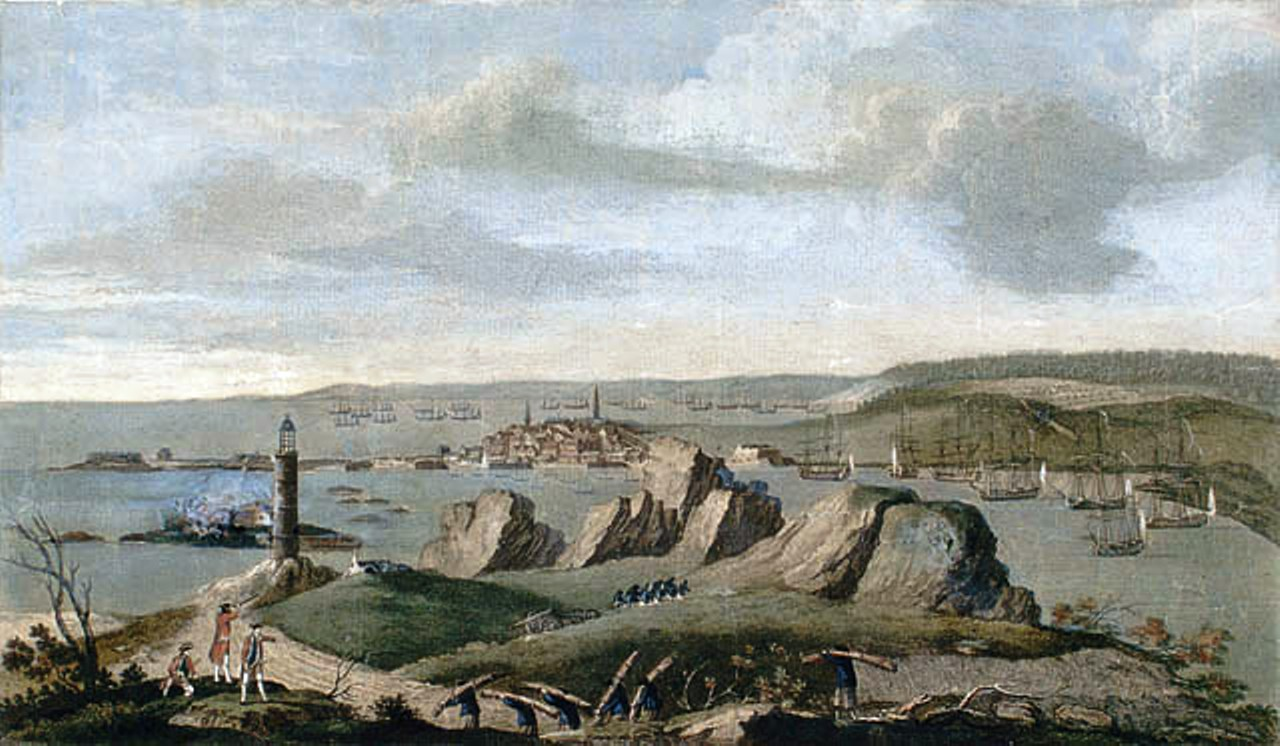
Ansicht des belagerten Louisbourg aus dem Jahr 1758, Ölgemälde von Pierre-Charles Canot, 1762.

In der Folge verlagerte sich der Krieg nach Nordamerika und Du Chaffault wurde mit dem Transport von Truppen nach Kanada beauftragt. Am 2. Mai 1758 legte er mit einem aus fünf Transportschiffen und drei Fregatten bestehenden Geschwader von der Île-d’Aix ab 11. Am 29. Mai ankerte das Geschwader in Port-Dauphin auf der Kap-Breton-Insel, fand den Hafen von Louisbourg allerdings von zehn britischen Schiffen blockiert vor und landete die Truppen in der Baie Sainte-Anne. Diese späte Hilfe konnte nicht verhindern, dass der Ort in die Hände der Briten fiel und Du Chaffault kehrte nach Frankreich zurück. Auf dem Weg dorthin traf er etwa 60 Meilen nordnordwestlich von Ouessant auf ein britisches Geschwader aus sieben Linienschiffen und einer Fregatte, es kam aber nicht zum Kampf.

### Expeditionen im Mittelmeerraum
Am 1. Oktober 1764 wurde er zum Chef d’escadre (Konteradmiral) befördert. Im Jahr 1765 beauftragte der König Du Chaffault mit einer Expedition gegen den Piratenstützpunkt Salé in Marokko. Am 31. Mai ankerte er begleitet von sechs Fregatten, zwei Bombarden und einer Barke, der L’Hirondelle, an Bord der L’Utile vor Salé.
Nach einer erfolglosen Beschießung der Stadt am 2. Juni 1765 und eines Sturms, in dessen Folge die französischen Schiffe vor der Küste kreuzen mussten, traf am 9. Juni ein weiteres Geschwader, kommandiert von Pierre André de Suffren, vor Ort ein. Die Flotte ging dann gegen den Ort Larache vor, der am 23. Juni erreicht wurde. Die Flotte beschoss vom 25. bis 27. Juni den Hafen, zerstörte einige Batterien und marokkanische Schiffe. Bei der nachfolgenden Landung konnten die Franzosen allerdings keinen Erfolg erringen und ca. 300 französische Marinesoldaten wurden von den Marokkanern gefangen genommen. Da die Flotteneinheiten nicht in der Lage waren, die Gefangenen zu befreien, musste Frankreich nach der Niederlage im Siebenjährigen Krieg auch diese Unternehmung als verloren anerkennen und 1767 wurde in einem Vertrag zwischen Frankreich und Marokko Frieden geschlossen.

### Unabhängigkeitskrieg der Vereinigten Staaten

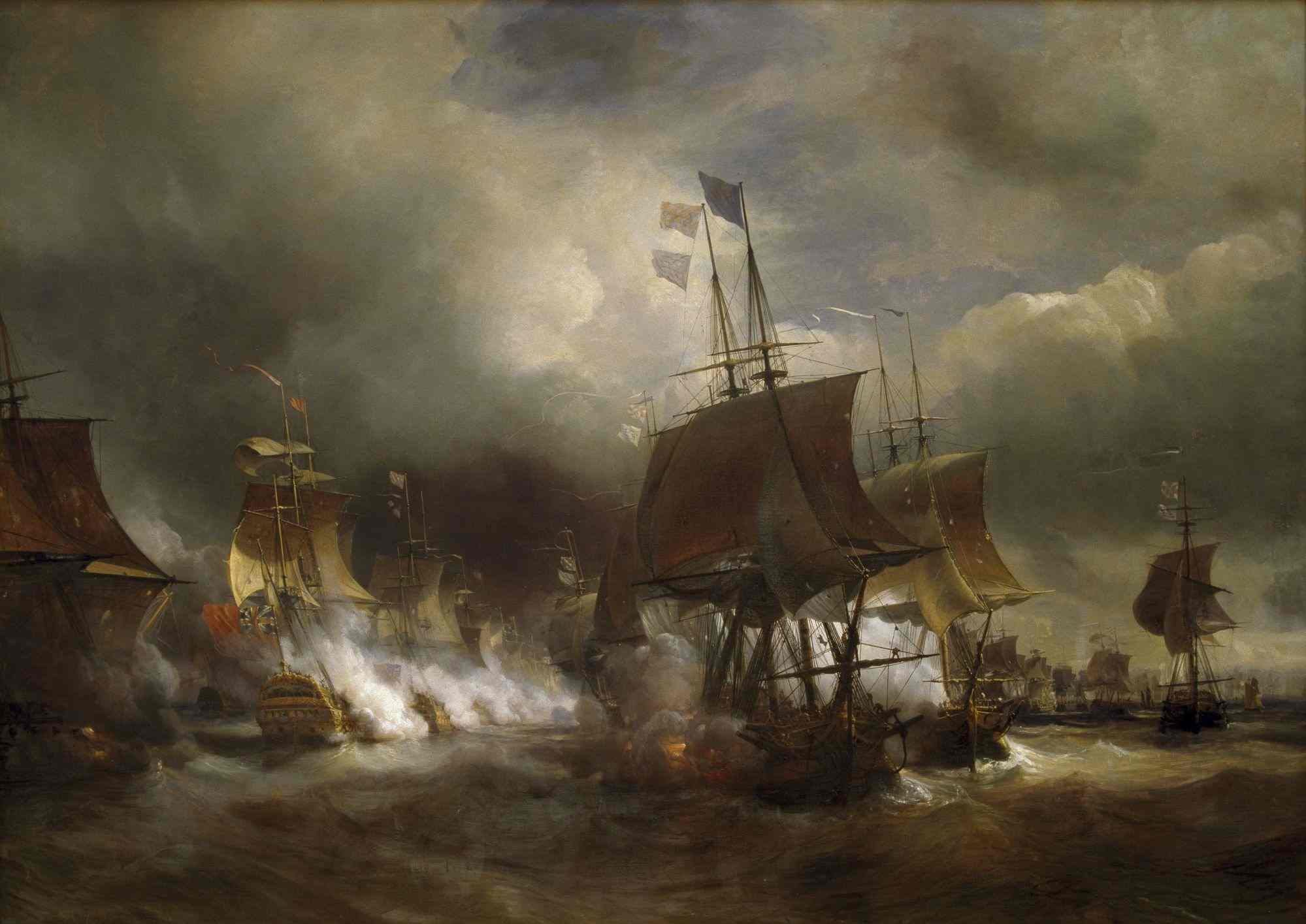
Schlacht von Ouessant, 27. Juli 1778, Öl auf Leinwand, von Théodore Gudi, 1778.

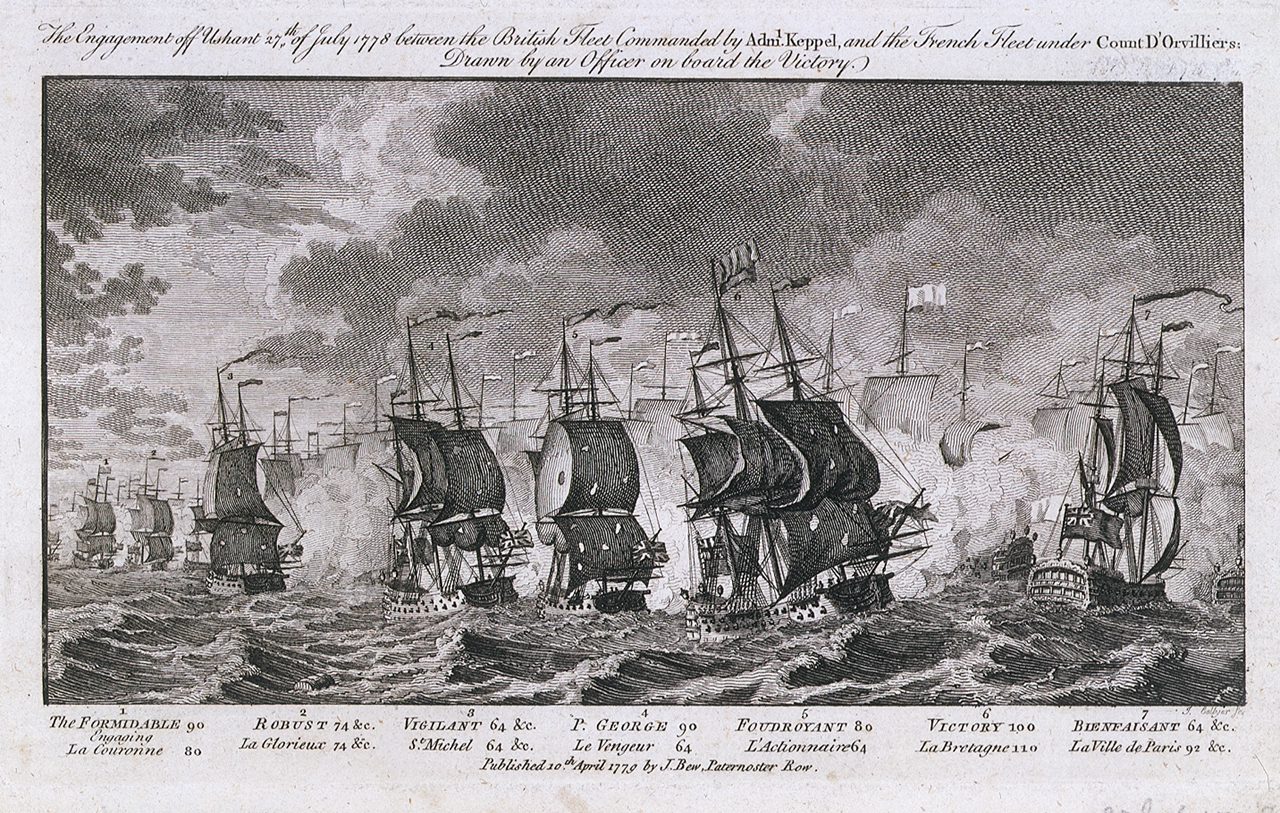
Gesamtansicht der Schlacht von Ouessant.

Mit Patent vom 22. Mai 1775 erhielt du Chaffault eine Pension von 6000 Livres aus dem Budget des Ordre royal et militaire de Saint-Louis. Am 6. Februar 1777 wurde er zum Lieutenant-général des armées navales ernannt und befehligte in dieser Eigenschaft in der Schlacht von Ouessant am 27. Juli 1778 die Vorhut der französischen Flotte, die durch den Verlauf des Kampfes die Rolle und den Platz der Nachhut einnehmen musste. An Bord der La Couronne (80 Kanonen) wurde er durch einen Schrapnell an der Schulter schwer verwundet. Auch sein Sohn erlitt in der Schlacht eine Verwundung. Der König gewährte ihm eine Pension von 3.000 Livres „in Anbetracht seiner Dienste und der Verletzung, die er in der Schlacht von Ouessant erhalten hat“. Im Jahr 1779 verfügte er eine Pension von 300 Livres für den Chirurgen Jean Lambinet, der letztlich durch eine Operation das Leben Du Chaffaults gerettet hatte.
Nachdem er sich von seinen Verletzungen erholt hatte, erhielt Du Chaffault am 21. September 1779 das Kommando über die kombinierten Flotten Frankreichs und Spaniens als Nachfolger des Grafen d’Orvilliers, der nach dem erfolglosen Feldzug im Sommer 1779 im Ärmelkanal zurückgetreten war.
Im August 1780 lehnte er es allerdings strikt ab, sich in Cádiz dem Grafen Charles Henri d’Estaing zu unterstellen. Hintergrund dieser Weigerung war, dass d’Estaing eigentlich als Oberst der Infanterie und später als Brigadier der Armee des Königs in der Territorialarmee gedient hatte, weiterhin, dass er, als er in Indien von den Briten gefangen genommen und auf Bewährung freigelassen worden war, unter Missachtung seiner Verpflichtung jedoch sofort wieder zu den Waffen gegriffen hatte, und schließlich Vice-amiral des Mers d’Asie et d’Amérique geworden war. Nach Chevalier de Ternay 1779 war du Chaffault bereits der zweite Stabsoffizier, der sich weigerte, unter D’Estaing zu dienen.

### Rückzug und Inhaftierung
In der Folge zog sich du Chaffault in die Vendée auf das Schloss Meslay zurück, das sich in seinem Familienbesitz befand und widmete sich fortan vor allem Landwirtschaft.
Trotz seines fortgeschrittenen Alters verlieh ihm das Comité de la Marine et des Colonies am 15. Mai 1791 den Titel eines Vice-amiral, was du Chaffault hinnahm, ohne Sympathien für die Revolution zu entwickeln. Er förderte im Gegenteil den Aufstand in der Vendée und während der Schlacht von Montaigu am 30. September 1793 wurde der alte Admiral, so eingeschränkt er durch sein Alter auch war, gesehen, als er von seinem Fenster aus Befehle erteilte und den Teil des Kampfes leitete, der vor ihm stattfand. Der republikanische Offizier Chavagnes ließ ihn anschließend in Meslay festnehmen und schickte ihn nach Nantes. Auf Befehl des Revolutionskomitees von Nantes wurde er in das Schloss Luzançay gebracht. Da er krank war, schickte er Briefe an den Vertreter des Volkes, um seine Freilassung zu fordern. Diese Briefe blieben jedoch ohne Wirkung.
In seiner Biographie Universelle beschreibt Michaud seine Gefangenschaft wie folgt:

„Vieillard plus qu’octogénaire mais fort et robuste, il avait une figure vénérable et de très beaux cheveux blancs. Ses compagnons d’infortune eurent bientôt des droits à ses soins, à ses veilles, aux débris de sa fortune. Des Américains, des Irlandais, des Suédois, des Allemands, détenus avec lui, respectaient dans sa personne le caractère et l’honneur français, que les révolutionnaires français cherchaient à leur rendre odieux. Un savetier, un soldat de la compagnie Marat, eut un jour l’insolence d’aller s’asseoir dans la chambre du comte du Chaffault et lui dit, en fumant sa pipe, et le tutoyant avec l’arrogance de ces temps déployables : ton château vient d’être brulé. Les trésors que tu avais enfouis ont été découverts et confisqués. Le vieillard parut recevoir cette nouvelle avec assez d’indifférence ; mais il ne pouvait s’accoutumer aux cris épouvantables des malheureux qu’on engloutissait dans la Loire. C’est sous les fenêtres de sa prison que se faisaient les « noyades ». Le comité ne répondit à aucune de ses pétitions : son nom, ses services, ses vertus étaient de trop grands crimes. Il tomba malade dans le dixième mois de sa captivité et mourut quelques jours avant le 9 thermidor, à quatre-vingt sept ans, plus encore de chagrin et d’ennui que de son grand âge et des suites de son ancienne blessure, qu’on pansait tous les jours.“

„Er war ein über achtzigjähriger Greis, aber stark und robust, hatte ein ehrwürdiges Gesicht und sehr schönes weißes Haar. Seine Leidensgenossen hatten bald Anspruch auf seine Pflege, seine Wachsamkeit und die Reste seines Vermögens. Amerikaner, Iren, Schweden und Deutsche, die mit ihm gefangen gehalten wurden, achteten in seiner Person den französischen Charakter und die französische Ehre, die die französischen Revolutionäre ihnen verhasst zu machen suchten. Ein Schuster, ein Soldat der Marat-Kompanie, hatte einmal die Frechheit, sich in das Zimmer des Grafen du Chaffault zu setzen und sagte zu ihm, während er seine Pfeife rauchte und ihn mit der Arroganz dieser entfalteten Zeiten duzte: "Dein Schloss wurde gerade niedergebrannt. Die Schätze, die du vergraben hattest, wurden entdeckt und beschlagnahmt. Der alte Mann schien diese Nachricht mit einer gewissen Gleichgültigkeit aufzunehmen, aber er konnte sich nicht an die entsetzlichen Schreie der Unglücklichen gewöhnen, die in der Loire versenkt wurden. Die "Ertränkungen" fanden unter den Fenstern seines Gefängnisses statt. Das Komitee antwortete auf keine seiner Petitionen: Sein Name, seine Dienste und seine Tugenden waren zu große Verbrechen. Er wurde im zehnten Monat seiner Gefangenschaft krank und starb einige Tage vor dem 9. Thermidor, mit siebenundachtzig Jahren, mehr noch aus Kummer und Langeweile als aus seinem hohen Alter und den Folgen seiner alten Wunde, die man täglich verband.“

Er starb am 24. Juni 1794 nach zweimonatiger Gefangenschaft im Alter von sechsundachtzig Jahren. Sein Grab befindet sich auf dem Friedhof Miséricorde.
Sein Porträt befindet sich in den historischen Galerien des Schlosses von Versailles.

## Ehrungen
Mehrere Straßen und Objekte wurden nach Du Chaffault benannt:
- die Rue du Chaffault im 12. Arrondissement von Paris.
- die Rue Amiral-du-Chaffault in Nantes, wo auch eine Straßenbahnhaltestelle nach ihm benannt ist.
- Ein Weingut (Muscadet & Grolleau) mit dem Schloss trug seinen Namen in Bouguenais, bis kurz nach 2005 der Gewerbepark Le Chaffault vergrößert wurde.

Weiterhin wurde eine Statue „Amiral du Chaffault“ in der Nähe der Handelsmarineschule am Place de Jacksonville errichtet.

## Weiteres
1993 wurde in La Guyonnière ein Schatz von 1742 Louis d’or und Doppel-Louis d’or entdeckt. Die Übereinstimmung mit dem Schatz, den der Admiral vor seiner Verhaftung während der Revolution versteckt haben soll, wurde von seinen Nachkommen ausreichend untermauert, sodass diese im Jahr 2000 den Prozess gewannen, in dem sie die Rückgabe des Schatzes forderten. Im Jahr 2004 verloren sie jedoch das Berufungsverfahren.